# Мугла (ил)
Му́гла (тур. Muğla) — ил на крайнем юго-западе Турции. Расположен на берегах Средиземного и Эгейского морей и считается частью курортной Турецкой ривьеры.

## География
Побережье ила омывается водами Эгейского и Средиземного морей, чья акватория образует многочисленные заливы.
Проливы отделяют ил от гряды греческих островов, образующих Южные Спорады.
Ил Мугла граничит с илами Айдын, Денизли, Бурдур и Анталья.

## Население
Санджак Ментече (1912 г.)
| Санджак | Каза     | Мусульмане | Греки  | Общая численность |
| Ментече | Мугла    | 38,757     | 3,930  | 42,801            |
|         | Мармарис | 12,128     | 720    | 12,848            |
|         | Бодрум   | 8,817      | 5,060  | 14,008            |
|         | Миласса  | 21,187     | 7,071  | 28,594            |
|         | Кёйдзе   | 18,569     | 1,800  | 20,3369           |
|         | Макри    | 14,242     | 9,217  | 23,522            |
|         | Итого:   | 113,700    | 27,798 | 142,142           |

Население — 715 328 жителей (2009). Национальный состав: турки — 87 %, греки — 9 %, другие — 4 %.
Крупнейшие города — Мугла (54 тыс. жителей в 2000 году), Бодрум, Мармарис, Миляс, Фетхие.

## Административное деление

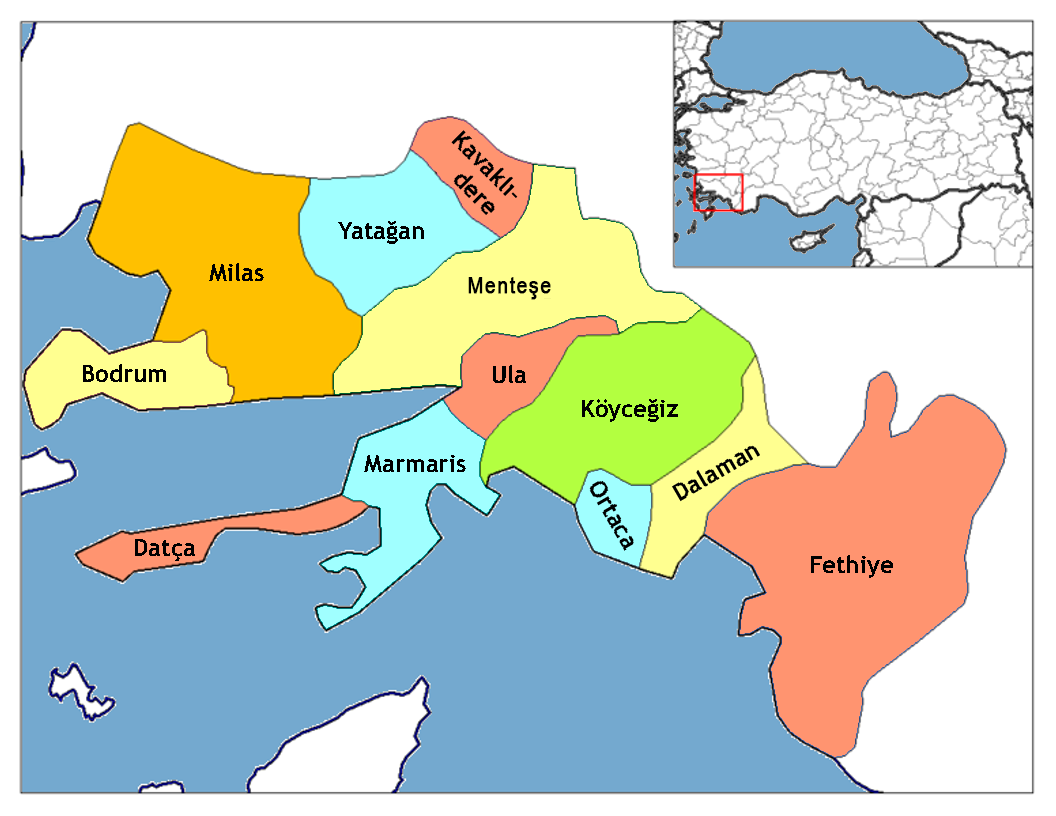

Территория ила делится на 12 районов:
1. Бодрум (Bodrum)
2. Даламан (Dalaman)
3. Датча (Datça)
4. Фетхие (Fethiye)
5. Каваклыдере (Kavaklıdere)
6. Кёйджегиз (Köyceğiz)
7. Мармарис (Marmaris)
8. Миляс (Milas)
9. Мугла (Muğla)
10. Ортаджа (Ortaca)
11. Ула (Ula)
12. Ятаган (Yatağan)

## Экономика
Многочисленные морские курорты; туризм представляет собой основу экономики ила.
Добыча мрамора.

## Достопримечательности
- Раскопки древнего города Летоон — одной из столиц Ликии, входящие в список Всемирного наследия ЮНЕСКО;
- Раскопки древнего города Галикарнас.